# Mayfieldmethode
De Mayfieldmethode is een methode die gebruikt kan worden om een schatting van de (dagelijkse) overlevingskans van nesten en/of jonge kuikens in nesten te maken. De methode werd in 1961 door Mayfield voor het eerst beschreven. Er kan op basis van de Mayfieldmethode een uitspraak gedaan worden omtrent de dagelijkse overlevingskans tijdens de legperiode, broedperiode en jongenperiode. Tevens kan de overlevingskans tijdens de gehele legperiode, broedperiode en jongenperiode uitgerekend worden. Centraal staat de kans op predatie, maar de methode werkt in principe voor allerlei vormen van externe probabilistische gebeurtenissen die de overleving kunnen beïnvloeden.
Uitkomsten van de Mayfieldmethode zijn populatiespecifiek, dat wil zeggen, ze houden rekening met kenmerken van de onderzochte populatie en kunnen niet zonder meer op een andere groep vogels uit een andere populatie van toepassing worden verklaard.

## Het klassieke model
In het klassieke model gaan biologen uit van het aantal nesten dat uitgekomen is en het aantal nesten dat verloren geraakt is. Als deze getallen bekend zijn, bijvoorbeeld door nesten te tellen in het veld, zou men de (dagelijkse) overlevingskans kunnen uitrekenen. Al in de jaren vijftig van de twintigste eeuw was men zich ervan bewust dat deze methode niet juist was als het gaat om het beschrijven van predatie. De reden is dat de steekproef selectief is. Nesten die in een vroeg stadium gepredeerd zijn worden niet gevonden. Het aandeel gepredeerde nesten in de steekproef is daardoor te laag. Slechts de gevonden nesten tellen mee. Hoelang een nest blootgesteld was aan predatie doet er niet toe in dit model. Bijgevolg is de schatting van het nestsucces te hoog.

## Het Mayfieldmodel
Mayfield bedacht hiervoor een oplossing, namelijk het uitrekenen met behulp van de zogenaamde exposure time of blootstellingsperiode. De blootstellingsperiode is de tijd, bijvoorbeeld gemeten in dagen, dat een nest blootgesteld was aan predatie. Mayfield stelde dat door uit te gaan van de tijdsduur dat deze nesten waren blootgesteld aan predatie, in plaats van slechts de hoeveelheid nesten, er een realistischer model te maken was.
Een dergelijke modelspecificatie sluit beter aan bij de beleving van biologen.

## Een voorbeeld
Stel je hebt 10 nesten van een Kievit. Van deze 10 nesten zijn 5 nesten ergens op de zevende dag na het leggen gepredeerd. De overige 5 hebben de volle broedtijd gelegen en zijn uitgekomen. Als ervan uitgegaan wordt dat voor een Kievit de volle broedtijd bestaat uit 4 dagen leggen en 28 dagen broeden, dan geldt een totale broedtijd van 32 dagen.
Voor de 5 nesten die gepredeerd zijn geldt dat ze 7 dagen hebben overleefd. Deze nesten hebben in totaal 7 x 5 = 35 dagen overleefd. De overige 5 nesten hebben 32 dagen overleefd, dus in totaal 5 x 32 = 160 dagen. De 10 nesten op dit terrein hebben dus in totaal 35 + 160 = 195 dagen overleefd.
Volgens Mayfield hebben we nu op dit terrein een totaal aantal nestdagen a = 195 en vijf gepredeerde nesten b = 5. De dagelijkse overlevingskans p wordt nu {\displaystyle p=(a-b)/a=190/195=0,974}.
Als je op de klassieke manier het nestsucces zou bepalen, zou je bereken dat van de 10 nesten er 5 de volledige broedtijd hebben doorstaan en de overleving dus op 50% ligt.  Als je de overleving aan de hand van de Mayfieldmethode bepaalt is die {\displaystyle 0,974^{32}=0,43\%}. In de klassieke methode wordt de overleving dus overschat.

## Toepassing buiten de biologie
In de techniek wordt al vele tientallen jaren gebruikgemaakt van het begrip "exposure time". Denk hierbij bijvoorbeeld aan de bepaling van de levensduur van gloeilampen. De brandduur is hier de exposure time. Een lamp die ten opzichte van een ander lamp langer brandt heeft een langere exposure time (aantal branduren).
Ook bij het bepalen van metaalmoeheid wordt deze methode gebruikt. De exposure time is dan het aantal wissels tot breuk. Weinig wissels, snel kapot dus korte levensduur. Veel wissels, niet zo snel kapot, dus lange lange levensduur.

## Er wordt niet elke dag gecontroleerd
Nu weer terug naar de biologie. Kennelijk is het dus zo dat de tijd dat de nesten blootgesteld waren aan predatie de bepalende factor is om nestsucces en overlevingskansen te bepalen. Je moet er, als onderzoeker van predatie van nesten in een bepaald terrein, dus voor zorgen dat je alle (biologische) middelen inzet om de tijd dat die nesten blootgesteld waren aan predatie (exposure time) te achterhalen.
Dit staat allemaal uitgebreid in Mayfield (1975). Mayfield gebruikt daar een worksheet voor waar op ruitjespapier de diverse relevante gegevens per nest aangekruist kunnen worden.
Een aantal voorbeelden zijn:

#### De nesten worden om de week gecontroleerd
Het nest is in deze perioden niet gepredeerd. Neem voor elk nest dat niet gepredeerd is a =7 nestdagen.
Het nest is in deze periode wel gepredeerd. Neem voor elk nest dat wel gepredeerd is 40% van 7 dagen Dit is zeg 3 nestdagen, en neem voor elk nest b = 1. Dus drie nesten gepredeerd, dan b = 3.

#### Een nest wordt bij de eerste controle al met bijvoorbeeld vier eieren gevonden
Als je nu rekent met het leggen van één ei per dag, dan mag je in ieder geval al 4 nestdagen noteren. Als je ook nog de eieren schouwt (onderdompelt in water en kijkt naar de hoek tussen de langsas van het ei en verticaal) dan mag je afhankelijk van wat hier uitkomt nog extra dagen bijtellen.
Mayfield deed zijn onderzoek bij zangvogels. Daarom is de optie schouwen van eieren voor hem wellicht van minder belang geweest. (Het schouwen van eieren van de Winterkoning bijvoorbeeld lijkt geen goed idee).

#### Bij de voorlaatste controle nog eieren in het nest en bij de laatste controle is het nest leeg
Er moet nu eerst uitgemaakt worden of het nest uitgekomen dan wel gepredeerd is. Voor nestvlieders zijn er dan de volgende mogelijkheden:
Het legsel is uitgekomen (eischilfers in het nest, kleine pulli in de omgeving, alarm oude vogels). Er moet nu een schatting gemaakt worden van de datum van uitkomen, eventueel aangepikt zijn van de eieren bij een eerder bezoek, de eieren waren wellicht geschouwd. Het aantal nestdagen a is nu gelijk aan het controleinterval en b = 0.
Het legsel is gepredeerd in de tussenliggende periode. Geen eischilfers in het nest, struif, lege niet uitgekomen doppen, geen alarm oude vogels. Nu geldt b = 1 en voor a kan 40% van het controle-interval worden genomen (zie hier boven).

#### Het nest wordt de eerste keer gevonden met jongen erin
Dit geldt voor nestblijvers zoals een Ekster. Stel er zijn 6 jongen dan mag je in ieder geval al 6 nestdagen noteren. Als je nu ook nog de leeftijd van de jongen weet te bepalen (bijvoorbeeld door middel van wegen, vleugellengte,lengte kop met snavel) dan mag je afhankelijk van wat hier uitkomt nog extra dagen bijtellen.

## Samenvatting
Samengevat komt het erop neer dat je alle tijden (nestdagen) dat het nest blootgesteld was aan predatie op je terrein sommeert.Dat geeft je het totaal aantal nestdagen a voor de gehele nestperiode. Verder moeten alle verloren geraakte nesten worden opgeteld. Dat geeft je het aantal verloren geraakte nesten in de nestperiode b. De dagelijkse overlevingskans, in de nestperiode, wordt nu {\displaystyle p=(a-b)/a)}. Stel de nestperiode van de vogel die je onderzoekt is 36 dagen. Dus leggen van eieren, broeden en opgroeien van jongen tot ze vliegvlug zijn, bedraagt 36 dagen. De kans om deze periode van 36 dagen te overleven wordt dan {\displaystyle p^{36}}.
Je kan natuurlijk ook de gehele nestperiode opsplitsen in deelperiodes zoals daar zijn: leggen van de eieren, uitbroeden van de eieren, opgroeien van jongen. Dit deed Walters voor de Ekster. Het volgende voorbeeld zal dat verduidelijken. Kies de volgende getallen: leggen van eieren 6 dagen, broeden 18 dagen, opgroeien pulli tot uitvliegen 18 dagen. In totaal dus 42 dagen opgesplitst in drie deelperiodes. Eerst moet nu het aantal nestdagen en het aantal verloren gegane nesten in deze drie verschillende periodes bepaald worden. Noem deze respectievelijk{\displaystyle a_{leg}} en {\displaystyle b_{leg}}, {\displaystyle a_{broed}} en {\displaystyle b_{broed}} en {\displaystyle a_{uivlieg}} en {\displaystyle b_{uitvlieg}}.De dagelijkse overlevingskansen in de drie periodes worden dan: 
{\displaystyle p_{leg}=a_{leg}/(a_{leg}+b_{leg})},
{\displaystyle p_{broed}=a_{broed}/(a_{broed}+b_{broed})}, 
{\displaystyle p_{uitvlieg}=a_{uitvlieg}/(a_{uitvlieg}+b_{uitvlieg})}.
De kans om deze drie periodes te overleven wordt:
{\displaystyle p^{6}}, {\displaystyle p^{18}} en nogmaals {\displaystyle p^{18}}.

## Conclusie
Nestverliezen bepalen volgens de klassieke methode is niet juist omdat dit tot systematische overschatting van het broedsucces leidt.
Om tot een betrouwbare schatting van de dagelijkse overlevingskans te komen dienen alle tijden (a) dat de nesten blootgesteld waren aan predatie te worden gesommeerd. Verder geeft het sommeren van de verloren geraakte nesten de grootheid b.
Dat betekent dat ook, zo nauwkeurig mogelijk, informatie van de nesten dient te worden verzameld buiten de controledagen.